# 菓子袋
『菓子袋』（かしぶくろ、原題：Sacks）は、アメリカの小説家レイモンド・カーヴァーの短編小説。

## 概要
『パースペクティブ』1974年冬号に「浮気」 The Fling というタイトルで掲載された。短編集『怒りの季節』（キャプラ・プレス、1977年11月）に収録。
編集者のゴードン・リッシュによって、「浮気」は「61パーセント」の削除を受け、かつタイトルも「菓子袋」に変更され短編集『愛について語るときに我々の語ること』（クノップフ社、1981年4月20日）に収録された。
オリジナル原稿は2009年刊行の短編集『ビギナーズ』（ジョナサン・ケープ社）に収録された。
日本語版は、『海』1983年5月号が初出。翻訳者は村上春樹。それから間もなくして、村上が作品のセレクトを行った短編集『ぼくが電話をかけている場所』（中央公論社、1983年7月25日）に収録される。カーヴァーの死後、中央公論社は個人全集の刊行を始めるが、本作品を収録した『大聖堂』は最初に配本された（1990年8月10日刊行）。
ロバート・アルトマン監督の映画『ショート・カッツ』が公開された際、元にしたとされるカーヴァーの9編の小説と1編の詩を収録した単行本『Short Cuts: Selected Stories』（ヴィンテージ・ブックス、1993年9月）が出版される。同書には収録されなかったが、「菓子袋」のストーリーの一部は、ジャック・レモン扮するポール・フィニガンの身の上話として映画の中にとり入れられている。

## あらすじ
レス（Les）はシカゴに本社がある教科書の出版社に勤めている。彼はロス・アンジェルスで開かれた西部出版業者協会の会合に出席した折、サクラメントにいる父親に二、三時間でも会ってみようかという気になった。父親はサクラメントの空港のゲートでレスを出迎え、二人は空港のラウンジに入った。
「相手はスタンリー・プロダクツの販売員だったんだ。とびっきりの美人というわけではないが、人好きのするところがあった」 父親はレスの母親と別れたいきさつを話した。
レスはシカゴ行きの機中で、父親からもらったみやげの菓子袋をバーに忘れてしまったことに気づく。